# Nassib Lahoud

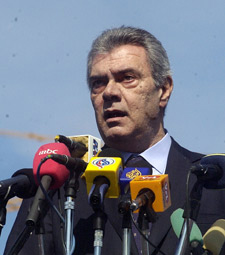
Nassib Lahoud.

Nassib Lahoud (Baabdat, 23 de novembro de 1944 - 2 de fevereiro de 2012) foi um político libanês-cristão. Nos diversos cargos políticos, incluindo o embaixador para os EUA, foi membro do Parlamento e Ministro de Estado. Ele também tinha sido em vários momentos, um sério candidato presidencial.